# Réserve naturelle nationale de l'Estagnol
La réserve naturelle nationale de l'Estagnol (RNN27) est une réserve naturelle nationale située dans la région Occitanie. Classée en 1975, elle occupe une surface de 78,37 hectares protégeant un étang et sa zone humide.

## Localisation

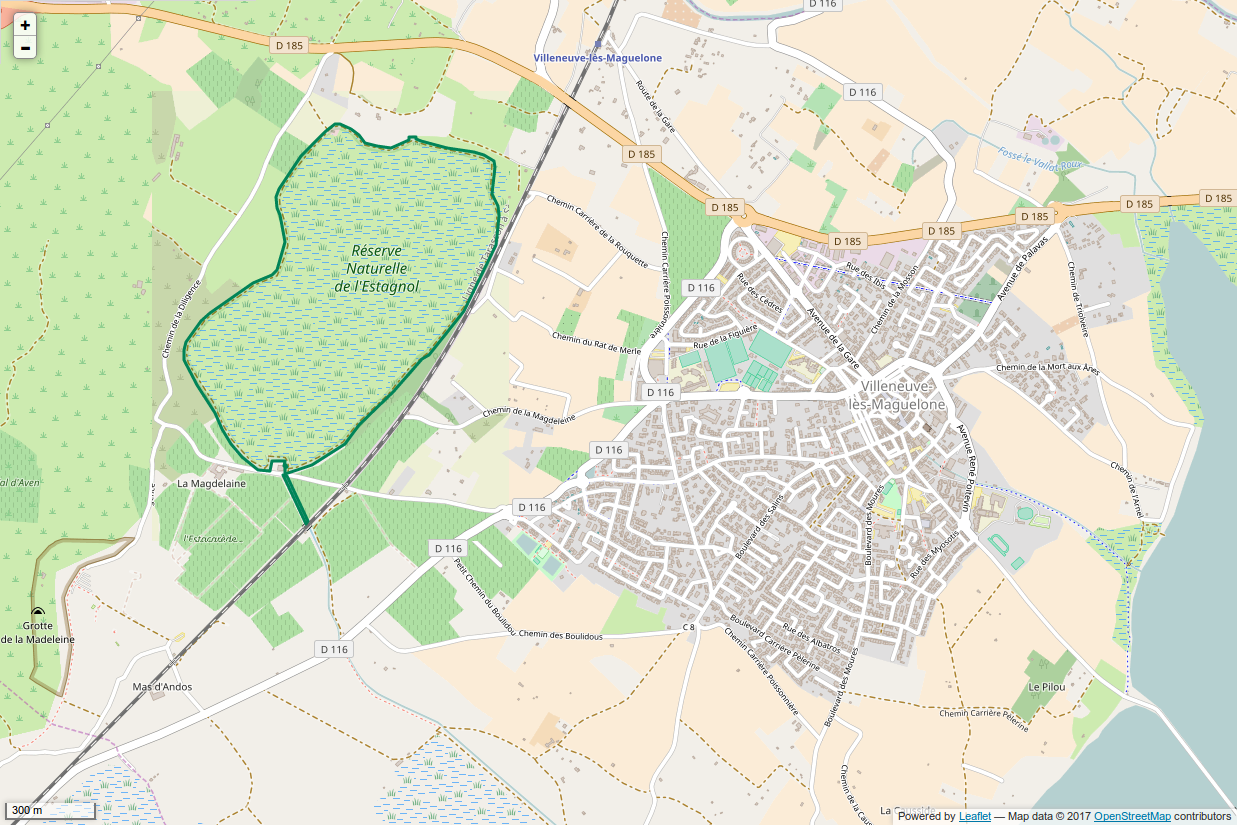
Périmètre de la réserve naturelle.

Le territoire de la réserve naturelle est dans le département de l'Hérault, sur la commune de Villeneuve-lès-Maguelone à 8 km au sud-ouest de la ville de Montpellier. Il est situé entre le massif de la Gardiole et la côte. Occupant une ancienne doline, il se trouve sous le niveau de la mer (altitude moyenne : −0,25 m) et est alimenté en eau douce par des résurgences à la différence des étangs littoraux proches qui sont des reliquats d'anciens golfes. La salinité de l'étang est variable.
Le nom Estagnol désigne une étendue d'eau (estanhol en occitan).

## Histoire du site et de la réserve
L'étang figure sur le cartulaire de Maguelone en l'an 1160 (Stagneolum de Exindro). Des tentatives d'assèchement ont ensuite été menées. Au XXe siècle, on découvre de la bauxite dans sa rive nord et un début d'exploitation a lieu par la compagnie Péchiney. En 1956, l'étang est acquis par le Conseil supérieur de la chasse pour y créer une réserve d'oiseaux d'eau.

## Écologie (biodiversité, intérêt écopaysager…)

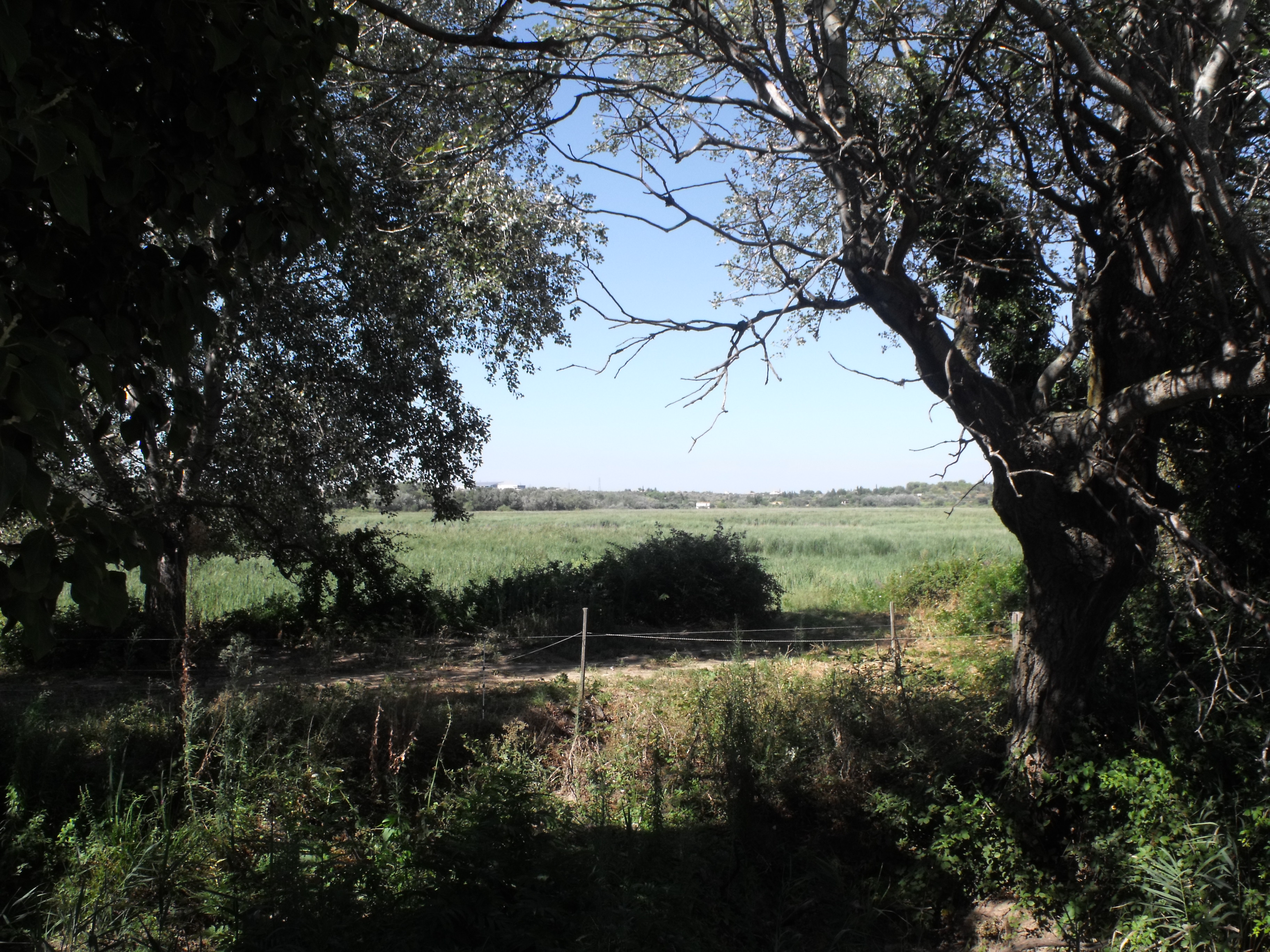
Vue de la réserve en août 2016.

La réserve naturelle présente différents milieux : eau libre, herbiers de phanérogames, landes à scirpes, phragmitaies, pelouses xériques et boisements.

### Flore
Le plan d'eau est entouré de ceintures végétales formées de Phragmites, de Massette et de Scirpes. Les boisements de Pruneliers et d'Aubépine bordent le canal de ceinture. En 1982, un inventaire a dénombré 186 espèces végétales. En 2006, ce chiffre est porté à 294 espèces végétales présentes sur le site.

### Faune
Le site sert de lieu d'hivernage pour de nombreux anatidés comme la Sarcelle d'hiver, le Fuligule milouin, le Canard colvert, le Canard souchet ou la Foulque macroule. Les roselières abritent le Râle d'eau, la Rousserole effarvatte, la Lusciniole à moustache, la Bouscarle de Cetti, le Butor étoilé, le Blongios nain, les Hérons cendré et Héron pourpré,.
En 2006, après des études menées par le conservatoire d'espaces naturels (CEN) du Languedoc-Roussillon et l'École pratique des hautes études (EPHE), l'Office national de la chasse et de la faune sauvage (ONCFS) a réintroduit la tortue Cistude d'Europe dans son habitat d'origine.

## Intérêt touristique et pédagogique
L'accès au site est strictement réglementé et fermé au public (Article no 3 du 19 novembre 1975). Des postes d’observation sont aménagés en périphérie de la réserve afin d'avoir un aperçu de la flore et observer la faune, sans risque de déranger le milieu.

## Administration, plan de gestion et règlement
La réserve naturelle est gérée par l'ONCFS - Délégation régionale Auvergne Languedoc-Roussillon. Le dernier plan de gestion couvre la période 2008-2013.

### Outils et statut juridique
La réserve naturelle a été créée par un arrêté ministériel du 19 novembre 1975.
Le site fait également partie de la ZPS « Étangs palavasiens et étang de l’Estagnol » (FR 9110042).

## Galerie

Galerie :
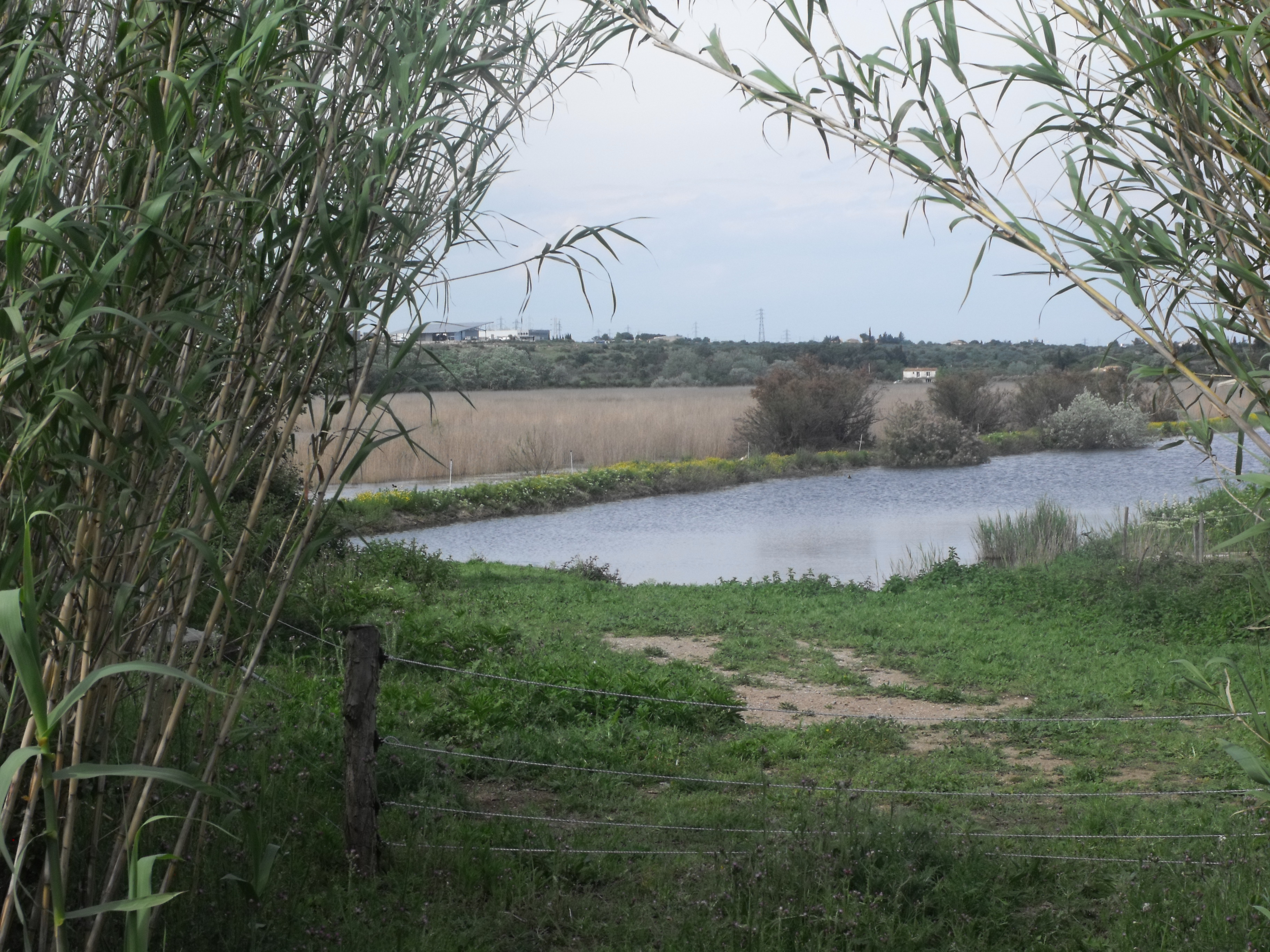
Vue du site en avril 2015.
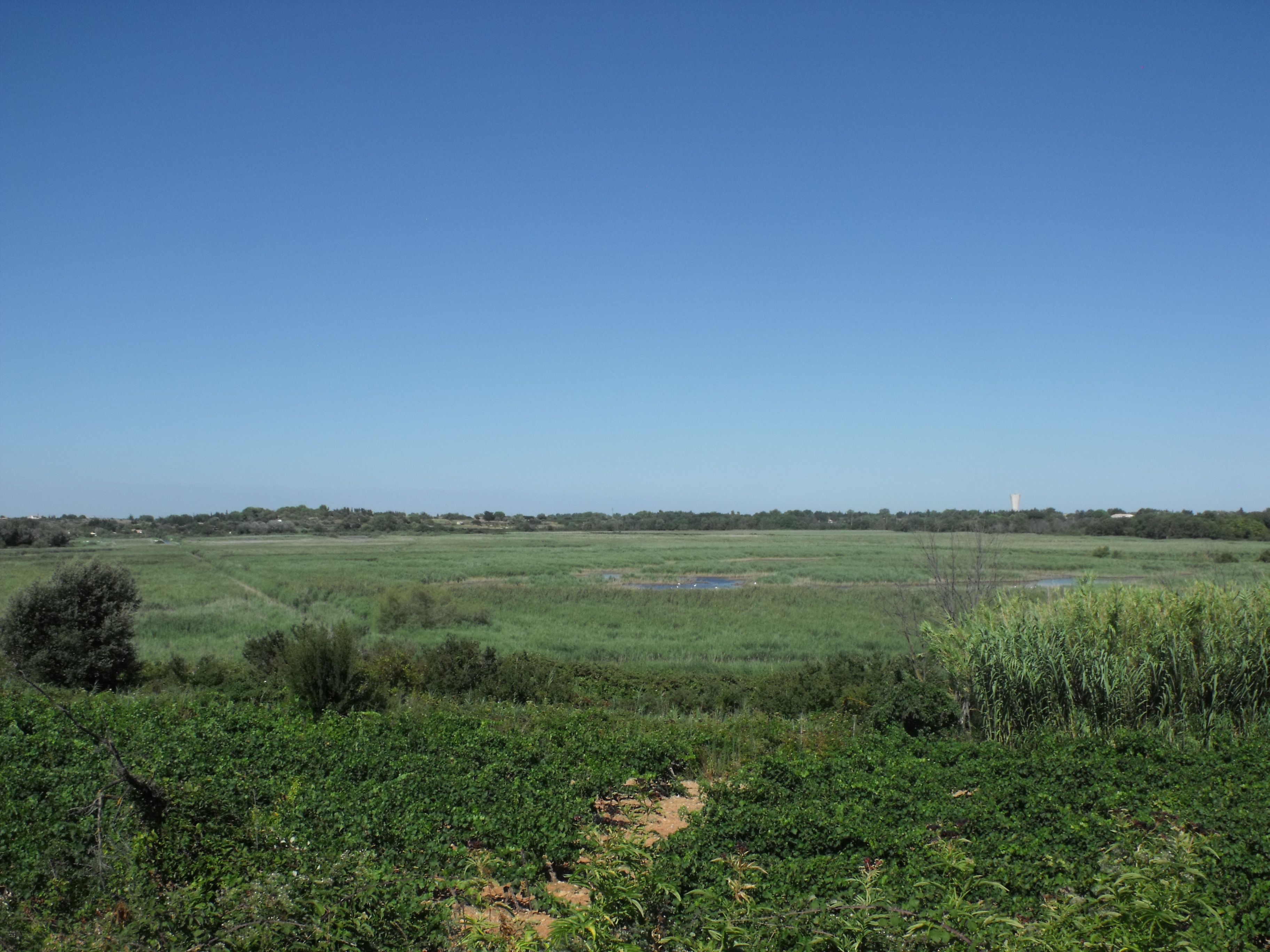
Vue du site en août 2016.
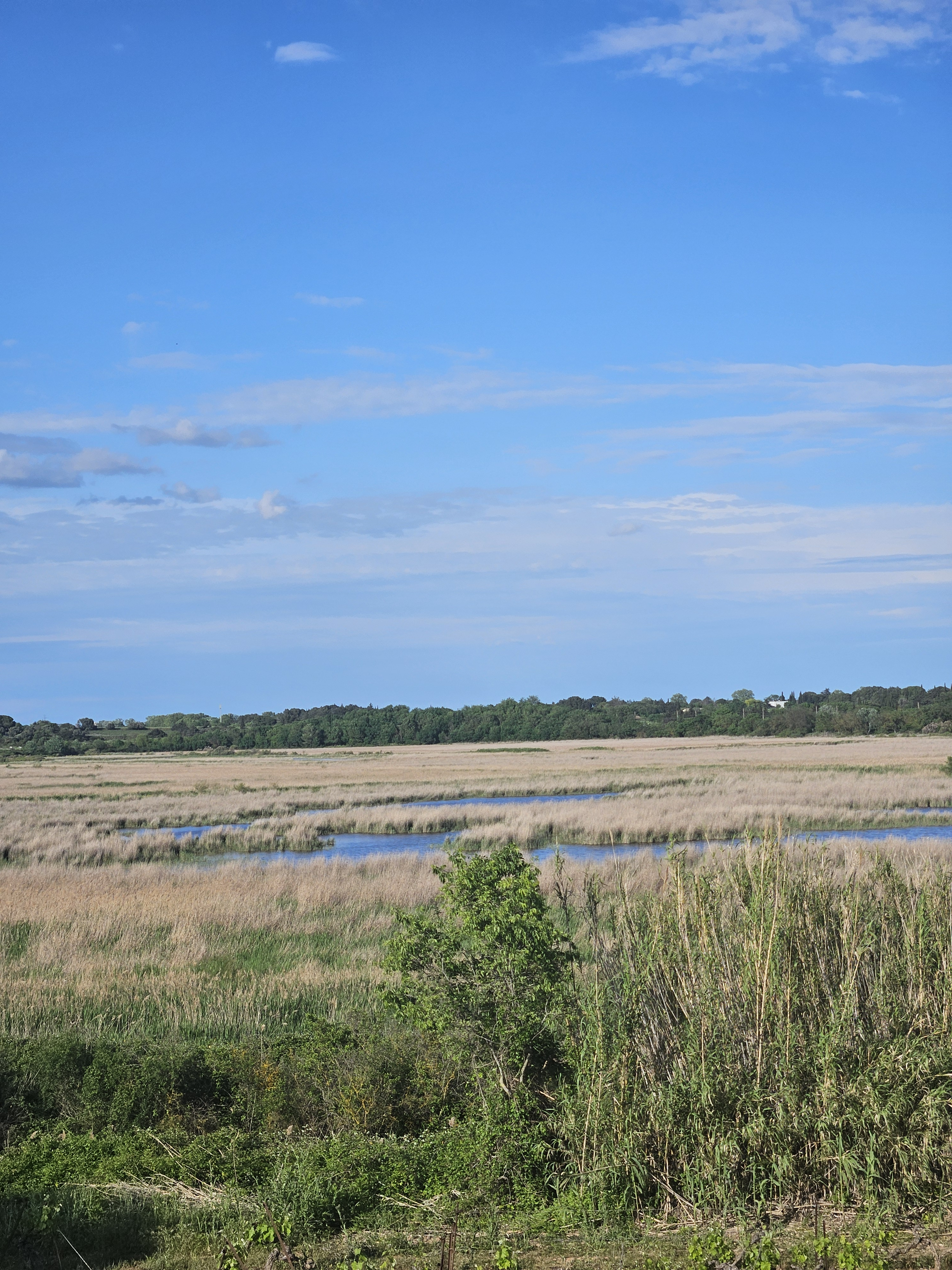
Vue du site en avril 2025.

## Source bibliographique
- [PDF] « Plan de gestion de la réserve naturelle de l’Estagnol », sur pole-lagunes.org